# Senija (kommunhuvudort)
Senija är en kommunhuvudort i Spanien.   Den ligger i provinsen Provincia de Alicante och regionen Valencia, i den östra delen av landet, 400 km sydost om huvudstaden Madrid. Senija ligger 238 meter över havet och antalet invånare är 588.
Terrängen runt Senija är huvudsakligen kuperad, men den allra närmaste omgivningen är platt.  Närmaste större samhälle är Denia, 13,7 km norr om Senija. 